# بردلی آلن
بردلی آلن (انگلیسی: Bradley Allen؛ زادهٔ ۱۳ سپتامبر ۱۹۷۱) بازیکن فوتبال اهل بریتانیا است.
از باشگاه‌هایی که در آن بازی کرده‌است می‌توان به باشگاه فوتبال چارلتون اتلتیک، باشگاه فوتبال پیتربورو یونایتد، باشگاه فوتبال کویینز پارک رنجرز، باشگاه فوتبال هورنچورج، باشگاه فوتبال کولچستر یونایتد، باشگاه فوتبال بریستول راورز، باشگاه فوتبال ردبریج، و باشگاه فوتبال گریمزبی تاون اشاره کرد.
وی همچنین در تیم ملی فوتبال زیر ۲۱ سال انگلستان بازی کرده‌است.